# Jerichower Land
Jerichower Land là một huyện (Kreis) ở đông bắc Sachsen-Anhalt, Đức. Các huyện giáp ranh (từ phía nam theo chiều kim đồng hồ) là: Anhalt-Bitterfeld, Salzlandkreis, thành phố không thuộc huyện Magdeburg, Börde, Stendal, và huyệns Havelland và Potsdam-Mittelmark ở Brandenburg.

## Lịch sử
Năm 1816, khu vực huyện trở thành lãnh thổ của tỉnh thuộc Phổ Sachsen và đã được chia thành 3 huyện Jerichow I, Jerichow II và Ziesar. Huyện Ziesar đã được chuyển vào Jerichow I năm 1826.
Sau đệ nhị thế chiến, các huyện được tổ chức lại. Một vài khu vực của hai huyện này đã được chuyển sang các huyện láng giềng Havelberg, Rathenow, Brandenburg, Loburg và Zerbst. Hai huyện này đã được đổi tên theo tên huyện lỵ, huyện Jerichow I thành huyện Burg, còn huyện Jerichow II thành huyện Genthin. Năm 1952, huyện Burg đã được chia thành hai phần. Năm 1957, huyện Loburg được hợp nhất với huyện Burg.
Năm 1994, hai huyện Burg và Genthin được sáp nhập, lấy lại tên Jerichow. Năm 2007, 6 đô thị từ huyện cũ của Anhalt-Zerbst (Hobeck, Lohburg, Lübs, Prödel, Rosian và Schweinitz) được đưa vào huyện Jerichower Land.

## Địa lý
Main water bodies in the district are the rivers Elbe, Ehle, Ihle and Nuthe cũng như the Elbe-Havel canal.

## Thị xã và đô thị
| Thị xã tự do                     | Đô thị tự do  |
| -------------------------------- | ------------- |
| 1. Burg bei Magdeburg 2. Gommern | 1. Elbe-Parey |

| Verwaltungsgemeinschaften | Verwaltungsgemeinschaften | Verwaltungsgemeinschaften |
| --- | --- | --- |
| - 1. Biederitz-Möser 1. Biederitz 2. Gerwisch 3. Gübs 4. Hohenwarthe 5. Königsborn 6. Körbelitz 7. Lostau 8. Möser1 9. Pietzpuhl 10. Schermen 11. Woltersdorf | - 2. Elbe-Stremme-Fiener [seat: Genthin] 1. Brettin 2. Demsin 3. Jerichow2 4. Kade 5. Karow 6. Klitsche 7. Nielebock 8. Redekin 9. Roßdorf 10. Schlagenthin 11. Wulkow 12. Zabakuck | - 3. Genthin 1. Genthin1, 2 2. Gladau 3. Paplitz 4. Tucheim - 4. Möckern-Loburg-Fläming 1. Drewitz 2. Grabow 3. Krüssau 4. Magdeburgerforth 5. Möckern1, 2 6. Reesdorf 7. Reesen 8. Rietzel 9. Schopsdorf 10. Stresow 11. Wüstenjerichow |
| 1thủ phủ của Verwaltungsgemeinschaft; 2thị xã | | |